# Aleix Espargaró
Aleix Espargaró Villà (født 30. juli 1989 i Granollers) er en motorcykelkører fra Spanien. I juli 2025 debuterede han som cykelrytter, da han for Lidl-Trek Future Racing var på startlisten ved Østrig Rundt.